# Килдэр (тауншип, Миннесота)
Килдэр (англ. Kildare) — тауншип в округе Суифт, Миннесота, США. На 2000 год его население составило 192 человека.

## География
По данным Бюро переписи населения США площадь тауншипа составляет 91,1 км², из которых 90,2 км² занимает суша, а 0,9 км² — вода (1,00 %).

## Демография
По данным переписи населения 2000 года здесь находились 192 человека, 68 домохозяйств и 51 семья.  Плотность населения —  2,1 чел./км².  На территории тауншипа расположена 71 постройка со средней плотностью 0,8 построек на один квадратный километр. Расовый состав населения: 100,00 % белых.
Из 68 домохозяйств в 36,8 % воспитывались дети до 18 лет, в 64,7 % проживали супружеские пары, в 1,5 % проживали незамужние женщины и в 25,0 % домохозяйств проживали несемейные люди. 20,6 % домохозяйств состояли из одного человека, при том 7,4 % из — одиноких пожилых людей старше 65 лет. Средний размер домохозяйства — 2,82, а семьи — 3,24 человека.
29,7 % населения — младше 18 лет, 6,8 % — в возрасте от 18 до 24 лет, 26,0 % — от 25 до 44, 22,4 % — от 45 до 64, и 15,1 % — старше 65 лет. Средний возраст — 37 лет. На каждые 100 женщин приходилось 102,1 мужчин.  На каждые 100 женщин старше 18 приходилось 110,9 мужчин.
Средний годовой доход домохозяйства составлял 39 375 долларов, а средний годовой доход семьи —  47 955 долларов. Средний доход мужчин —  30 208  долларов, в то время как у женщин — 10 625. Доход на душу населения составил 18 827 долларов. За чертой бедности находились 5,2 % семей и 8,0 % всего населения тауншипа, из которых 14,3 % старше 65 лет.